# Grundschule an der Oselstraße
Die Grundschule an der Oselstraße (genannt Oselschule) im Münchner Stadtteil Pasing ist hervorgegangen aus einer privaten Höheren evangelischen Töchterschule, später Realgymnasium für Mädchen und Evangelischen Bekenntnisschule (Volksschule).

## Gebäude
Die Bildungsinstitution wurde nach Plänen des renommierten Jugendstilarchitekten Richard Riemerschmid in der Oselstraße gebaut. Die Hausfassade ist durch Putzgesimse und Fensterpilaster gegliedert und der obere Abschluss an den Süd- und Nordgiebeln ist barockisierend geschwungen. Die Dachform wurde als sogenanntes Schopfwalmdach ausgebildet.

## Geschichte
Im Jahr 1907 wurde der Evangelische Mädchenschulverein gegründet, da sich nach der Erhebung von Pasing zur Stadt im Jahre 1905 viele evangelische Bürger – vornehmlich in den neuentstandenen Villenkolonien I und II – niederließen und sich eine konfessionell gebundene höhere Bildungsinstitution für ihre Töchter wünschten. In einem Zimmer der Gaststätte Steinerbad begann  Berta Hamer 1908 mit dem einklassigen Schulbetrieb für Mädchen der gehobenen Bürgerschicht. Da jedes Jahr eine weitere Klasse hinzu kam, war die Raumnot sehr groß und die Schule musste öfters umziehen. Der angesehene Pasinger Bürger und Ökonom Arthur Riemerschmid stiftete dem konfessionell gebundenen Mädchenschulverein ein großes Grundstück an der Richard Wagner Straße zum Bau einer privaten Höheren evangelischen Töchterschule. 1914 konnte die Bildungsinstitution das neue Haus  beziehen. Bedingt durch die Wirren des Ersten Weltkrieges sah sich die Hamerschule in ihrer Existenz bedroht.
Im Jahr 1920 übernahm Martha von Grot, eine aus dem Baltikum vertriebene deutschstämmige Lehrerin, die Leitung der Höheren Mädchenschule, seit 1924 Mädchenlyzeum. In enger Zusammenarbeit mit Georg Kerschensteiner sowie Marie Freiin von Gebsattel führte sie die reformpädagogische Methode des erziehenden Unterrichts ein, „der neben der Vermittlung von Lerninhalten zugleich die Weiterentwicklung der Persönlichkeit unterstützen soll“, beruhend u. a. auf dem Grundprinzip der freien, geistigen Selbsttätigkeit (Eigentätigkeit, Freitätigkeit) (Schwertberger 1998, S. 37). Die Grotschule, wie man sie bald nannte, entwickelte sich zu einer weit über die Stadtgrenzen hinaus bekannten Musteranstalt. In einem Gutachten an das preußische Unterrichtsministerium bezeichnete Georg Kerschensteiner die Grotschule als eine Musteranstalt in experimentalpädagogischem Sinne. Die Methode des erziehenden Unterrichts war so erfolgreich, dass sich auch das Bayerische Staatsministerium für Unterricht und Kultus veranlasst sah, in den Jahren 1930 und 1931 Einführungskurse in den erziehenden Unterricht, zunächst auf der Grundlage des Deutschunterrichts, durchzuführen.
Ein weiteres Novum der Grotschule war seinerzeit ihr Gymnastikunterricht, den eine in Loheland ausgebildete Lehrerin erteilte. Dieser durchbrach die Ziele und Methoden des traditionellen Sportunterrichts, der sich, geleitet von den Zielen der Wehrertüchtigung, an Geräte- und Ordnungsübungen orientierte.  Neue Formen des Gymnastikunterrichts waren die künstlerische Ausdrucksgestaltung  durch rhythmische Gymnastik nach Émile Jaques-Dalcroze sowie die schwedische Gymnastik  nach Pehr Henrik Ling. Der Unterricht ging von spontaner freier Bewegung aus.
Besonderen Wert legte Martha von Grot auf die christliche Prägung der Schule. Für sie war Religion nicht nur ein Unterrichtsfach, sondern bestimmte das ganze Leben. Demzufolge ist der  Religionsunterricht das „Herz des gesamten Schulunterrichts…, denn von ihm gehen fortlaufend die belebenden Kräfte für den Geist der Klasse aus“ (Gebsattel 1949, S. 26).
Martha von Grot und einige ihrer Mitarbeiterin verließen nach sieben Jahren Pasing. Der Direktor der Herrnhuter Brüdergemeine in Neuwied am Rhein, Walter Wedemann, konnte die Schulleiterin für den Aufbau der dortigen  Mädchenanstalt  gewinnen. Die Grotschule und das Töchterheim wurden im Sinne von Martha von Grot weitergeführt, zum Teil durch ehemalige Schülerinnen.
Da die Schule zusehends wuchs, errichtete der »Evangelische Mädchenschulverein« in unmittelbarer Nähe der Schule „für die internen Mädchen“ ein Töchterheim  für 30 Zöglinge. Hier sollten die Mädchen betreut werden, die keinen Schutz im Elternhaus fanden (Pasinger Archiv 1996, S. 34).
Im Jahre 1941 übernahm die Stadt München die  »Grotschule«. Ein geregelter Schulbetrieb war während der Kriegsjahre nur schwer möglich. Im Frühjahr 1945 wurde das Schulhaus durch einen Bombenangriff beschädigt. Das Kriegsende am 8. Mai 1945 bedeutete das vorläufige „Aus“. Sieben Monate später konnte wieder mit dem regulären Unterricht, in einem notdürftig hergerichteten Raum des Internatskellers, begonnen werden.
Bis 1958 beherbergte die ehemalige »Grotschule« das „Realgymnasium für Mädchen“ (das spätere Elsa-Brändström-Gymnasium). Bis dahin waren die evangelischen Volksschüler als Gäste in verschiedenen Schulhäusern Pasings und Obermenzings untergebracht. Als Beispiel sei die Katholischen Mädchenvolksschule des Klosters der Englischen Fräulein an der Institutstraße 4 genannt, wo die „Evangelische Volksschule Pasing“ von 1948 bis 1958
Gaststatus beanspruchen durfte. Für deren unteren zwei Klassen wurde immerhin ein eingeschossiges Nebengebäude unmittelbar am  vorhandenen Haus angedockt. 2017 wurde das gesamte Gebäude abgerissen.
1958 wurde die Einrichtung an der Oselstraße zu einer evangelischen Bekenntnisschule (Volksschule) umgewandelt. Allerdings herrschte großer Raummangel im neuen schönen alten Schulhaus. Fünf weitere Klassen mussten nach wie vor ausgelagert werden, sechs Klassen hatten an der Oselschule Schichtunterricht. Die Pasinger Lokalzeitung Der Würmtalbote schrieb am 30. April 1958:
„Seit ihrem Einzug in das Schulhaus an der Oselstraße ist die Protestantische Schule Pasings des Glücks voll. Ihr ist es wie einer Familie, die aus einem Notquatier heraus endlich eine schöne Wohnung erhalten hat“ (zit. n. Grundschule an der Oselstraße 1988, S. 42).
Am ersten Tag des Schulbeginns im Jahre 1964 belagerten Hörfunk, Fernsehen und Presse das Schulgebäude, weil als Erstklässler der millionste Bürger (Das Millionenbuaberl) der Stadt München eingeschult wurde.
1968 wurden in Bayern die Bekenntnisschulen abgeschafft und ein Jahr später, mit Schulbeginn im September 1969, nahm die Grundschule an der Oselstraße den Betrieb auf. Im Schuljahr 1974/1975  besuchten 521 Kinder die Bildungsstätte. Demzufolge musste (wieder einmal) Schichtunterricht eingeführt werden. Da das alte Schulgebäude und der 1965 errichtete Neubau aus den Nähten zu platzen drohten, waren in den folgenden Jahren mehrere erweiternde Neubaumaßnahmen notwendig.
Seit Anfang des Schuljahrs 2002/2003 gibt es eine integrative Klasse mit ca. 5 Kindern mit einer Behinderung und seit 2003/2004 eine integrative Nachmittagsbetreuung. Zusätzliche Unterrichtsangebote im Rahmen von Förderkursen, Neigungsgruppen (z. B.: Deutsch, Schulgartengruppe) und Arbeitsgemeinschaften ergänzen den Kernunterricht.
Im Schuljahr 2011/2012 besuchten ca. 290 Schüler die Oselschule.

## Schulleiter
- Berta Hamer 1908–1920
- Martha von Grot 1920–1927
- Luise Hess 1927–1938
- Wilhelm Fellmann 1938–1939
- Maria Zwanziger 1939–1945
- Wilhelm Fellmann 1945–1953
- Bernhard Scheidler 1953–1962
- Georg Lang 1962–1974
- Gertraud Helbig 1974–1979
- Werner Ziebolt 1979–1982
- Hermann Wirth 1982–1991
- Hildegard Broßmann 1991–1999
- Christian Marek 1999–2015
- Nicole Söldenwagner (seit 2015)

## Ehemalige Schüler
- Manfred Berger, Erziehungswissenschaftler
- Elke Kratzer, Filmproduzentin
- Wolfgang Lauter, Grafik-Designer, Fotograf